# Споров, Вячеслав Яковлевич
Вячеслав Яковлевич Споров (11 [24] марта 1906 — январь 1974) — советский партийный и государственный деятель.
Родился в селе Ермолино Нижегородской губернии. В 1925 г. окончил Ветошкинский сельскохозяйственный техникум.
Член ВКП(б) с 1932 г. В 1932—1943 старший агроном Порецкой МТС (Чувашская АССР), директор Наруксовской МТС (Горьковская область), заместитель начальника Горьковского областного земельного отдела.
В 1943—1951 начальник Тамбовского областного земельного отдела, заместитель председателя Тамбовского облисполкома.
С 26 марта 1951 по 1957 председатель Владимирского облисполкома.
Депутат Верховного Совета СССР 4 созыва (1954—1959), делегат XX съезда КПСС (1956).

## Награды
- орден Трудового Красного Знамени (27.03.1956) — в связи с 50-летием со дня рождения и отмечая его заслуги перед Советским государством[1]
- медали